# ラシュカ郡

ラシュカ郡
Рашки округ
Raška okrug

ラシュカ郡（ラシュカぐん、セルビア語: Рашки округ / Raška okrug）は、セルビアの郡。郡庁所在地はクラリェヴォ。郡名はラシュカ川に由来する。

## 基礎自治体
郡には5つの基礎自治体ある。
郡庁所在地のクラリェヴォと、サンジャク地域の中心都市ノヴィ・パザルの2つの自治体が市（град / grad） で、残りの3自治体はオプシュティナ（општина / opština）である。市はヴォイヴォディナ自治州・旧コソボ・メトヒヤ自治州を含めるとセルビア全土に24存在し、一般の自治体より強い自治権を有する。オプシュティナは日本の町・村に相当する。
- クラリェヴォ（Kraljevo）
- ノヴィ・パザル（Novi Pazar）
- ラシュカ（Raška）
- ヴルニャチュカ・バニャ（Vrnjačka Banja）
- トゥティン（Tutin）

ノヴィ・パザル及びトゥティンは、サンジャク地域に含まれ、ボシュニャク人が多数を占める自治体である。

## 民族構成
2002年の国勢調査による。
- セルビア人 = 189,845
- ボシュニャク人 = 93,921
- ムスリム人 = 1,895
- ロマ = 1,279